# Albian Ajeti
Albian Ajeti (Basilea, 26 de febrero de 1997) es un futbolista suizo que juega en la demarcación de delantero para el F. C. Basilea de la Superliga de Suiza.
Es hermano de los también futbolistas Arlind Ajeti y Adonis Ajeti.

## Selección nacional
Después de jugar en la selección de fútbol sub-15 de Suiza, la sub-16, la sub-17, la sub-18, la sub-20 y en la sub-21, finalmente hizo su debut con la selección absoluta el 8 de septiembre de 2018 en un encuentro de la Liga de Naciones de la UEFA 2018-19 contra Islandia que finalizó con un resultado de 6-0 a favor del combinado suizo tras los goles de Steven Zuber, Denis Zakaria, Xherdan Shaqiri, Haris Seferović, Admir Mehmedi y del propio Ajeti.

### Goles internacionales
| # | Fecha                   | Estadio                    | Oponente | Gol | Resultado | Competición                         |
| - | ----------------------- | -------------------------- | -------- | --- | --------- | ----------------------------------- |
| 1 | 8 de septiembre de 2018 | Kybunpark, San Galo, Suiza | Islandia | 5–0 | 6-0       | Liga de Naciones de la UEFA 2018-19 |

## Clubes
| Club                      | País       | Año       | Partidos | Goles |
| ------------------------- | ---------- | --------- | -------- | ----- |
| F. C. Basilea sub-21      | Suiza      | 2013-2014 | 45       | 19    |
| F. C. Basilea             | Suiza      | 2014-2016 | 21       | 6     |
| F. C. Augsburgo II        | Alemania   | 2016      | 6        | 2     |
| F. C. Augsburgo           | Alemania   | 2016      | 1        | 0     |
| F. C. St. Gallen          | Suiza      | 2016-2017 | 38       | 14    |
| F. C. Basilea             | Suiza      | 2017-2019 | 75       | 37    |
| West Ham United F. C.     | Inglaterra | 2019-2020 | 12       | 0     |
| Celtic F. C.              | Escocia    | 2020-2022 | 48       | 9     |
| S. K. Sturm Graz (cedido) | Austria    | 2022-2023 | 23       | 4     |
| Gaziantep F. K.           | Turquía    | 2023-2024 | 5        | 1     |
| F. C. Basilea             | Suiza      | 2024-     | 42       | 13    |

## Palmarés

### Campeonatos nacionales
| Título                     | Club             | País    | Año  |
| -------------------------- | ---------------- | ------- | ---- |
| Superliga de Suiza         | F. C. Basilea    | Suiza   | 2015 |
| Copa de Suiza              | F. C. Basilea    | Suiza   | 2019 |
| Copa de Escocia            | Celtic F. C.     | Escocia | 2020 |
| Copa de la Liga de Escocia | Celtic F. C.     | Escocia | 2022 |
| Scottish Premiership       | Celtic F. C.     | Escocia | 2022 |
| Copa de Austria            | S. K. Sturm Graz | Austria | 2023 |
| Superliga de Suiza         | F. C. Basilea    | Suiza   | 2025 |
| Copa de Suiza              | F. C. Basilea    | Suiza   | 2025 |

### Distinciones individuales
| Distinción                               | Año  |
| ---------------------------------------- | ---- |
| Máximo goleador de la Superliga de Suiza | 2018 |